# Leopoldo Mugnone
Leopoldo Mugnone (ur. 29 września 1858 w Neapolu, zm. 22 grudnia 1941 w Capodichino) – włoski kompozytor i dyrygent.

## Życiorys
Studiował w konserwatorium w Neapolu u Paolo Serrao i Beniamino Cesiego. Poprowadził prapremierowe przedstawienia Rycerskości wieśniaczej Pietro Mascagniego (Rzym 1890) i Toski Giacomo Pucciniego (Rzym 1900). Propagował we Włoszech twórczość operową kompozytorów francuskich, m.in. Bizeta i Masseneta. Był autorem oper Don Eizarro e le sue figlie (wyst. Neapol 1875), Il Biricchino (wyst. Wenecja 1892) i Vita Brettone (wyst. Neapol 1905). Skomponował też popularną pieśń neapolitańską La Rosella.